# Pales (rodzaj)
Pales – rodzaj muchówek z rodziny rączycowatych (Tachinidae).

## Wybrane gatunki
- P. angustifrons (Mesnil, 1963)[2]
- P. carbonata Mesnil, 1970[2]
- P. javana (Macquart, 1851)[2]
- P. longicornis Chao & Shi, 1982[2]
- P. medogensis Chao & Shi, 1982[2]
- P. murina Mesnil, 1970[2][3]
- P. pavida (Meigen, 1824)[1][2]
- P. townsendi (Baranov, 1935)[2]